# Campionato centramericano femminile di pallacanestro 1971
Il 1º Campionato dell'America Centrale e Caraibico Femminile di Pallacanestro FIBA (noto anche come FIBA Centrobasket for Women 1971) si è svolto dal 18 al 27 ottobre 1971 a Caracas in Venezuela. Il torneo è stato vinto dalla nazionale cubana.
I FIBA Centrobasket sono una manifestazione contesa dalle squadre nazionali di Messico, Centro America e Caraibi, organizzata dalla CONCENCABA (Confederazione America Centrale e Caraibi), nell'ambito della FIBA Americas.

## Squadre partecipanti
- Cuba
- Messico
- Porto Rico
- Rep. Dominicana
- Trinidad e Tobago
- Venezuela

## Classifica finale
| Pos | Squadra | V-P  |
| --- | --- | ---- |
|     | Cuba | 10-0 |
|     | Messico | 8-2  |
|     | Venezuela | 6-4  |
| 4   | Trinidad e Tobago | 4-6  |
| 5   | Rep. DominicanaBatista, Bello, Concepción, Desangles, Guzmán, Hernández, Molineaux, Paulino, Ramírez, Reyes, Sánchez, Santana, All. Mayobanex Mueses | 2-8  |
| 6   | Porto Rico | 0-10 |